# Leonardo Ulloa
José Leonardo Ulloa (General Roca, 26 juli 1986) is een Argentijns voetballer die doorgaans als aanvaller speelt. Hij verruilde Leicester City in augustus 2018 voor CF Pachuca.

## Clubcarrière
Ulloa speelde in Argentinië bij CAI, San Lorenzo, Arsenal de Sarandí en Club Olimpo. In 2008 trok hij naar Spanje, waar hij twee jaar speelde bij CD Castellón en 2,5 jaar bij UD Almería. Op 16 januari 2013 werd hij naar Brighton & Hove Albion getransfereerd, waar hij een contract ondertekende tot 2018. Tien dagen later debuteerde hij voor The Seagulls in de FA Cup, tegen Arsenal. In anderhalf jaar tijd scoorde hij 23 doelpunten in 54 wedstrijden voor de club. Op 22 juli 2014 tekende hij een vierjarig contract bij promovendus Leicester City, dat circa acht miljoen pond neerlegde voor de aanvaller. Op 16 augustus 2014 debuteerde hij in de Premier League, tegen Everton Na 22 minuten scoorde hij de gelijkmaker, nadat Aiden McGeady Everton twee minuten eerder op voorsprong bracht. De wedstrijd eindigde in een 2–2 gelijkspel. Ulloa won in mei 2016 met Leicester City de Premier League. Het was het eerste landskampioenschap in het bestaan van de club.

## Erelijst
| Competitie                          |             |             |             |             |
| Competitie                          | Aantal      | Jaren       |             |             |
| San Lorenzo                         | San Lorenzo | San Lorenzo | San Lorenzo | San Lorenzo |
| ----------------------------------- | ----------- | ----------- | ----------- | ----------- |
| Primera División (Winnaar Clausura) | 1x          | 2007        |             |             |
| Arsenal Sarandí                     |             |             |             |             |
| Copa Sudamericana                   | 1x          | 2007        |             |             |
| Leicester City                      |             |             |             |             |
| Kampioen Premier League             | 1x          | 2015/16     |             |             |

2 Barreiro ·
3 Elbis ·
4 Tapias ·
5 Guzmán ·
6 R. López ·
7 Sagal ·
8 S. Pérez ·
9 J. Pérez ·
10 Cardona ·
11 Ulloa ·
12 García ·
13 Blanco ·
14 Aguirre ·
16 Hernández · 
18 Martínez ·
19 Figueroa · 
21 O. Pérez ·
22 Romero ·
23 Murillo ·
24 P. López ·
25 Peña ·
26 Herrera ·
28 E. Sánchez ·
29 Jara ·
32 A. Sánchez ·
33 Castrejón ·
34 Palacios ·
Coach: Ayestarán